# Vladímir Mikhàilovitx Kuznetsov
Vladímir Mikhàilovitx Kuznetsov (en rus Владимир Михайлович Кузнецов) (Moscou, 13 de maig de 1945) fou un ciclista soviètic, d'origen rus. Va combinar tant la carretera com la pista i va guanyar medalles als campionats del món d'ambdues disciplines. Va participar en dos Jocs Olímpics.

## Palmarès en pista
- 1968
  -  Campió de la Unió Soviètica en Persecució per equips
- 1969
  -  Campió del món en Persecució per equips, amb Sergeï Kuskov, Víktor Bykov i Stanislav Moskvín

## Palmarès en ruta
- 1980
  - Vencedor d'una etapa a l'Olympia's Tour